# Dietrich Langen

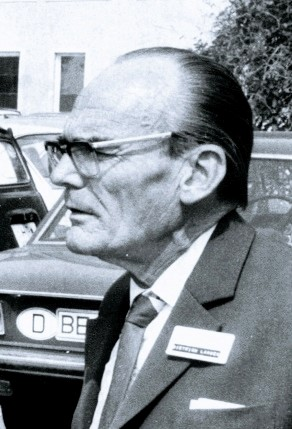
Dietrich Langen (1973)

Dietrich Karl Langen (* 16. November 1913 in Apia, Deutsch-Samoa; † 20. März 1980 in Bad Gastein) war ein deutscher Arzt, Psychotherapeut und Hochschullehrer für Psychotherapie, Begründer der Medizinische Psychologie, Pionier der Gruppenpsychotherapie in Deutschland und einer der bedeutendsten Vertreter hypnotischer und autohypnotischer Verfahren im Nachkriegsdeutschland.

## Leben und Wirken
Dietrich Langen wurde 1913 in Apia auf Samoa (damals deutsche Kolonie) als Sohn des deutschen Pflanzers und Ingenieurs Erich Langen und dessen Ehefrau Johanna, geb. von Scheidt, geboren. Nach dem Ersten Weltkrieg führte sein Weg nach Ausweisung aus Samoa 1920 über Neuseeland an den Niederrhein, von da 1921 nach Wien und 1928 nach Breslau.
Nach dem Abitur im Jahr 1933 begann er das Studium der Humanmedizin an der Universität München und studierte außerdem an der Universität Freiburg, der Universität Breslau und der Universität Kiel, wo er im Dezember 1938 sein medizinisches Staatsexamen ablegte und promoviert wurde mit der Dissertation „Experimentelle Studien über die Erythemwirkung der Sonnen- und Himmelsstrahlung.“
Von Dezember 1938 bis April 1939 war er Medizinalpraktikant am Landeskrankenhaus Homburg, im Anschluss daran bis Mai 1943 Wissenschaftlicher Assistent in der Neurologischen Universitätsklinik Breslau unter Viktor von Weizsäcker. Im Mai 1943 wurde er zum Wehrdienst eingezogen und war an der Ostfront als Sanitätsoffizier hauptsächlich chirurgisch in verschiedenen Feldlazaretten tätig.
Nach einer Zeit der Kriegsgefangenschaft von April 1945 bis Januar 1946 übernahm er die Leitung der Chirurgischen Abteilung des Krankenhauses in Meischendorf (heute Ortsteil von Wangels in Schleswig-Holstein) und ab Juli 1946 die Leitung einer Station für Querschnittsgelähmte in Neustadt, einer Station für Hirnverletzte in Flensburg und gleichzeitig einer neurologischen Abteilung im Krankenhaus in Malente-Gremsmühlen, die er zu einer psychotherapeutischen Station ausbaute. Hier führte er stationäre Gruppenpsychotherapie ein und war einer der Pioniere dieser Therapieform in Deutschland.
Am 1. Dezember 1950 erhielt er seine Anerkennung als Facharzt für Nerven- und Geisteskrankheiten. Im Januar 1951 wechselte er an die Universitätsnervenklinik Tübingen zu Ernst Kretschmer; zunächst als unbezahlter Volontär, im Juli 1951 als Wissenschaftlicher Assistent.
1958 habilitierte er sich mit einer Arbeit über „Methodische Probleme der klinischen Psychotherapie“. Ab März desselben Jahres war er als Privatdozent an der Universität Tübingen tätig. 1964 wurde er zum Außerplanmäßigen Professor ernannt. Im Oktober 1965 wurde er auf den neu geschaffenen Lehrstuhl für „Psychotherapie und medizinische Psychologie“ der Universität Mainz berufen, das erste derartige Ordinariat in Europa. 1967 avancierte er zum Direktor der Universitätsklinik und Poliklinik für Psychotherapie der Universität Mainz, die er bis zum 20. März 1980 leitete.
Die von Ernst Kretschmer inaugurierte „gestufte Aktivhypnose“, ein psychotherapeutisches Kurzverfahren, wurde von Langen weiterentwickelt zu einer zweigleisigen Psychotherapie, in der durch die Kombination von auto-/hypnoiden und tiefenpsychologischen Anteilen versucht wird einen optimalen Therapieeffekt bei psychosomatischen und neurotischen Störungen während einer begrenzten Behandlungszeit zu erzielen.
Dietrich Langen war verheiratet mit Margarethe Langen, die ihn bei seiner Arbeit unterstützte.

## Ehrungen
- 1966: Große Albert-Schweitzer-Medaille in Gold
- 1974: Ehrenplakette der Neuromedizin
- 1979: Ernst-von-Bergmann-Plakette
- 19 Ehrenmitgliedschaften

## Veröffentlichungen (Auswahl)
- Methodische Probleme der klinischen Psychotherapie. Thieme, Stuttgart 1956
- In memoriam Ernst Kretschmer. Stuttgart 1965.
- Der Weg des Autogenen Trainings. Wissenschaftliche Buchgesellschaft, Darmstadt 1968, ISBN 3-534-03568-2
- mit Léon Chertok: Psychosomatik der Geburtshilfe. Thieme, Stuttgart 1968, ISBN 978-3-463-02230-7
- mit T. Spoerri: Hypnose und Schmerz. Karger, Basel 1968, ISBN 978-3-8055-0877-3
- Die gestufte Aktivhypnose. Thieme, Stuttgart 1969, ISBN 978-3-13-368804-8
- Psychodiagnostik, Psychotherapie. Thieme, Stuttgart 1969.
- Kompendium medizinischer Hypnose. Karger, Basel 1972, ISBN 978-3-8055-1239-8
- Die psychischen Möglichkeiten für den Gynäkologen. In: Ärzteblatt Rheinland-Pfalz. Band 27, 1974, S. 591–600.
- Die psychische Betreuung von Krebskranken. In: Ärzteblatt Rheinland-Pfalz. Band 32, 1979, S. 452–464.
- Sprechstunde Schlafstörungen: wieder gut schlafen lernen. Gräfe und Unzer, München 1979, ISBN 978-3-7742-3418-5